# 헨리 여권 지수
헨리 여권 지수(Henley Passport Index, HPI)는 각국의 일반 여권이 자국민에게 부여하는 여행의 자유도에 따라 국가들을 전 세계적으로 순위 매기는 체계이다. 이 지수는 2005년 헨리 앤 파트너스 비자 제한 지수라는 이름으로 시작되었으며, 2018년 1월 헨리 여권 지수로 개칭되었다.
이 지수는 매년 전 세계 199개 여권을 대상으로, 해당 여권 소지자가 비자 없이 방문할 수 있는 국가의 수에 따라 순위를 매긴다. 특정 여권으로 접근 가능한 국가의 수가 그 여권의 비자 면제 "점수"가 된다. 이 데이터는 국제 항공 운송 협회(IATA)의 티매틱 문서 요구사항 데이터베이스에서 얻어진다.

## 지수의 정의
헨리 여권 지수는 특정 국가의 일반 여권을 사용하여 사전 비자 없이("비자 면제") 도달할 수 있는 목적지의 수에 따라 여권의 순위를 매긴다. 이 조사는 199개의 여권을 227개의 목적지 국가, 영토, 소국에 대해 평가한다.
국제 항공 운송 협회(IATA)는 전 세계 여행 정보에 데이터베이스를 관리하고 있으며, 이 지수는 IATA 데이터베이스에 등록된 모든 목적지를 고려 대상으로 삼는다. 그러나 모든 영토가 여권을 발행하는 것은 아니므로, 실제로 순위가 매겨지는 여권의 수는 조회 대상이 되는 목적지의 수보다 훨씬 적다.

## 방법
각 국가나 영토의 점수를 산정하기 위해, 여권은 IATA 티매틱 데이터베이스를 통해 여러 단계로 평가된다.
1. 목록에 있는 199개의 여권은 각각 IATA 데이터베이스에 여행 제한 정보가 존재하는 227개의 가능한 여행 목적지에 대해 전부 평가된다. 이 점수는 연중 지속적으로 갱신된다.[17]
2. 각 평가는 다음 조건을 만족해야 한다.
  - 여권이 국적 국가에서 발급되었을 것
  - 여권 소지자는 여권을 발급한 국가의 성인 시민이며 단독 여행자일 것(관광 단체의 일부가 아님)
  - 입국 목적이 관광 또는 사업일 것
  - 체류 기간이 최소 3일일 것
3. 추가 조건:
  - 평가는 일반 여권 소지자에 대해서만 이루어지며, 외교관, 공무, 긴급 또는 임시 여권은 제외됨. 기타 여행 문서도 고려되지 않음
  - 여권 소지자는 입국을 위한 복잡한 요구 사항을 충족할 필요가 없음(예: 정부 발행 서한, 번역본, 또는 빈 페이지 소지)
  - 여권 소지자는 모든 필요한 예방 접종과 증명서를 갖추고 있음
  - 여권 소지자는 동일한 공항으로 입국 및 출국함
  - 여권 소지자는 경유가 아닌 단기 체류를 목적으로 함
  - 필요한 경우, 입국 항구는 주요 도시나 수도임
  - 목적지 국가나 영토의 여권 유효 기간에 대한 특정 요구 사항은 고려되지 않음
  - 여권 소지자는 입국을 위한 모든 기본 요구 사항을 충족함(예: 호텔 예약 보유 또는 충분한 자금 또는 귀국 티켓 증명)
  - 사전 승객 정보 및 사전 탑승 승인은 비자 요구 사항이나 여행 제한으로 간주되지 않으며, 공항세 납부 요구 사항도 마찬가지임
4. 특정 국가나 영토의 여권 소지자가 목적지에 입국하기 위해 비자가 필요하지 않은 경우, 해당 여권은 1점을 받는다. 도착 비자, 방문자 허가증, 또는 자동 승인되는 전자 여행 허가증(ETA)을 받을 수 있는 경우에도 1점을 받는다. 이는 특정 비자 면제 프로그램으로 인해 수동적인 출발 전 정부 승인이 필요하지 않기 때문이다.[18]
5. 비자가 필요하거나 여권 소지자가 출발 전에 수동으로 정부 승인을 받아야 하는 전자 비자(e-Visa)를 받아야 하는 경우 0점이 주어진다. 여권 소지자가 도착 비자를 받기 위해 출발 전에 정부 승인을 받아야 하는 경우에도 0점이 주어진다.[18]
6. 각 여권의 점수는 모든 목적지에 대한 점수를 합산하여 계산된다.[18]
7. 이 지수는 일시적인 제한이나 영공 폐쇄를 무시한다.[19]
8. 국가 GDP와 해당 국가의 여권이 접근할 수 있는 전 세계 부의 비율을 기반으로 한 이동성 데이터를 고려한다.[20]

## 순위

### 2024년 헨리 여권 지수
2024년 7월 16일 기준, 싱가포르 여권은 소지자에게 총 195개 국가 및 영토에 대해 비자 면제 또는 도착 비자 접근을 제공한다. 그 다음으로 일본, 프랑스, 독일, 이탈리아, 스페인 여권이 각각 192개 국가에 대해 비자 면제 또는 도착 비자 접근을 제공한다. 이어서 오스트리아, 핀란드, 아일랜드, 룩셈부르크, 네덜란드, 대한민국, 스웨덴 여권이 각각 191개의 비자 면제 또는 도착 비자 국가 및 영토에 대한 접근을 소지자에게 제공한다. 이러한 순위 다음으로는 벨기에, 덴마크, 뉴질랜드, 노르웨이, 스위스, 영국 여권이 각각 190개 국가 및 영토에 대해 비자 면제 또는 도착 비자 여행을 제공한다. 2024년 헨리 여권 지수는 전 세계적으로 비자 없는 여행에 대한 접근성이 개선되었음을 보여준다. 또한 상위 순위와 하위 순위 국가 간의 격차가 더 벌어졌다.
일본과 싱가포르 같은 아시아 국가들은 지난 5년간 지수의 최상위 순위를 차지해 왔다.
아프가니스탄 여권은 이 지수에서 다시 한 번 세계에서 가장 약한 여권으로 분류되었으며, 해당 국민들은 28개 목적지만을 비자 없이 방문할 수 있다. 그 다음으로는 시리아 여권이 29개 목적지, 이라크 여권이 31개 목적지, 파키스탄과 예멘 여권이 34개 목적지를 비자 없이 방문할 수 있다. 아프리카 국가들 중에서는 소말리아 여권이 이 지수에 따르면 가장 약한 여권이다.
| 2024년 순위 | 여권 발급 국가         | 무비자 목적지 |
| ----------- | ---------------------- | ------------- |
| 1           | 싱가포르               | 195           |
| 2           | 프랑스                 | 192           |
| 2           | 독일                   | 192           |
| 2           | 이탈리아               | 192           |
| 2           | 일본                   | 192           |
| 2           | 스페인                 | 192           |
| 7           | 오스트리아             | 191           |
| 7           | 핀란드                 | 191           |
| 7           | 아일랜드               | 191           |
| 7           | 룩셈부르크             | 191           |
| 7           | 네덜란드               | 191           |
| 7           | 대한민국               | 191           |
| 7           | 스웨덴                 | 191           |
| 14          | 벨기에                 | 190           |
| 14          | 덴마크                 | 190           |
| 14          | 뉴질랜드               | 190           |
| 14          | 노르웨이               | 190           |
| 14          | 스위스                 | 190           |
| 14          | 영국                   | 190           |
| 20          | 오스트레일리아         | 189           |
| 20          | 포르투갈               | 189           |
| 22          | 그리스                 | 188           |
| 22          | 폴란드                 | 188           |
| 24          | 캐나다                 | 187           |
| 24          | 체코                   | 187           |
| 24          | 헝가리                 | 187           |
| 24          | 몰타                   | 187           |
| 28          | 미국                   | 186           |
| 29          | 에스토니아             | 185           |
| 29          | 리투아니아             | 185           |
| 29          | 아랍에미리트           | 185           |
| 32          | 아이슬란드             | 184           |
| 32          | 라트비아               | 184           |
| 32          | 슬로바키아             | 184           |
| 32          | 슬로베니아             | 184           |
| 36          | 크로아티아             | 183           |
| 37          | 리히텐슈타인           | 182           |
| 37          | 말레이시아             | 182           |
| 39          | 키프로스               | 178           |
| 39          | 모나코                 | 178           |
| 41          | 불가리아               | 177           |
| 41          | 루마니아               | 177           |
| 43          | 칠레                   | 175           |
| 44          | 산마리노               | 172           |
| 44          | 아르헨티나             | 172           |
| 46          | 안도라                 | 171           |
| 46          | 브라질                 | 171           |
| 48          | 홍콩                   | 170           |
| 48          | 이스라엘               | 170           |
| 50          | 브루나이               | 166           |
| 51          | 바베이도스             | 165           |
| 52          | 바하마                 | 161           |
| 53          | 멕시코                 | 159           |
| 54          | 세인트키츠 네비스      | 157           |
| 54          | 세인트빈센트 그레나딘  | 157           |
| 54          | 우루과이               | 157           |
| 57          | 세이셸                 | 156           |
| 58          | 바티칸 시국            | 155           |
| 59          | 앤티가 바부다          | 153           |
| 60          | 코스타리카             | 151           |
| 60          | 트리니다드 토바고      | 151           |
| 62          | 모리셔스               | 150           |
| 63          | 파나마                 | 149           |
| 64          | 세인트루시아           | 148           |
| 64          | 우크라이나             | 148           |
| 66          | 그레나다               | 147           |
| 66          | 파라과이               | 147           |
| 68          | 도미니카 연방          | 143           |
| 68          | 마카오                 | 143           |
| 70          | 페루                   | 141           |
| 70          | 대만                   | 141           |
| 72          | 세르비아               | 140           |
| 73          | 엘살바도르             | 136           |
| 74          | 과테말라               | 135           |
| 75          | 콜롬비아               | 134           |
| 75          | 솔로몬 제도            | 134           |
| 77          | 온두라스               | 133           |
| 78          | 사모아                 | 131           |
| 78          | 통가                   | 131           |
| 80          | 마셜 제도              | 129           |
| 81          | 몬테네그로             | 128           |
| 81          | 니카라과               | 128           |
| 81          | 북마케도니아           | 128           |
| 81          | 투발루                 | 128           |
| 85          | 키리바시               | 124           |
| 85          | 미크로네시아 연방      | 124           |
| 85          | 팔라우                 | 124           |
| 85          | 베네수엘라             | 124           |
| 89          | 알바니아               | 123           |
| 89          | 보스니아 헤르체고비나  | 123           |
| 91          | 조지아                 | 122           |
| 91          | 몰도바                 | 122           |
| 93          | 러시아                 | 116           |
| 93          | 튀르키예               | 116           |
| 95          | 카타르                 | 107           |
| 96          | 남아프리카 공화국      | 106           |
| 97          | 벨리즈                 | 102           |
| 98          | 쿠웨이트               | 99            |
| 99          | 동티모르               | 97            |
| 100         | 에콰도르               | 95            |
| 101         | 몰디브                 | 94            |
| 102         | 바누아투               | 92            |
| 103         | 피지                   | 90            |
| 104         | 가이아나               | 89            |
| 104         | 자메이카               | 89            |
| 104         | 나우루                 | 89            |
| 107         | 보츠와나               | 88            |
| 107         | 사우디아라비아         | 88            |
| 109         | 바레인                 | 87            |
| 110         | 오만                   | 86            |
| 111         | 중국                   | 85            |
| 111         | 파푸아뉴기니           | 85            |
| 113         | 태국                   | 82            |
| 114         | 벨라루스               | 81            |
| 114         | 나미비아               | 81            |
| 116         | 볼리비아               | 80            |
| 117         | 코소보                 | 79            |
| 117         | 레소토                 | 79            |
| 117         | 수리남                 | 79            |
| 120         | 에스와티니             | 77            |
| 120         | 카자흐스탄             | 77            |
| 122         | 인도네시아             | 76            |
| 123         | 도미니카 공화국        | 75            |
| 123         | 케냐                   | 75            |
| 123         | 말라위                 | 75            |
| 126         | 탄자니아               | 73            |
| 127         | 모로코                 | 72            |
| 128         | 아제르바이잔           | 71            |
| 128         | 감비아                 | 71            |
| 130         | 우간다                 | 70            |
| 130         | 잠비아                 | 70            |
| 132         | 카보베르데             | 69            |
| 132         | 튀니지                 | 69            |
| 134         | 아르메니아             | 68            |
| 134         | 가나                   | 68            |
| 136         | 필리핀                 | 67            |
| 137         | 시에라리온             | 66            |
| 138         | 르완다                 | 65            |
| 138         | 짐바브웨               | 65            |
| 140         | 베냉                   | 64            |
| 140         | 키르기스스탄           | 64            |
| 140         | 몽골                   | 64            |
| 140         | 모잠비크               | 64            |
| 144         | 상투메 프린시페        | 63            |
| 145         | 쿠바                   | 62            |
| 145         | 우즈베키스탄           | 62            |
| 147         | 토고                   | 61            |
| 148         | 부르키나파소           | 60            |
| 148         | 가봉                   | 60            |
| 148         | 마다가스카르           | 60            |
| 151         | 코트디부아르           | 59            |
| 151         | 기니                   | 59            |
| 153         | 인도                   | 58            |
| 153         | 세네갈                 | 58            |
| 153         | 타지키스탄             | 58            |
| 156         | 적도 기니              | 57            |
| 156         | 모리타니               | 57            |
| 156         | 니제르                 | 57            |
| 159         | 알제리                 | 55            |
| 159         | 기니비사우             | 55            |
| 159         | 요르단                 | 55            |
| 159         | 말리                   | 55            |
| 163         | 코모로                 | 54            |
| 164         | 캄보디아               | 53            |
| 164         | 중앙아프리카 공화국    | 53            |
| 164         | 차드                   | 53            |
| 164         | 아이티                 | 53            |
| 168         | 앙골라                 | 52            |
| 168         | 부탄                   | 52            |
| 168         | 이집트                 | 52            |
| 171         | 라이베리아             | 51            |
| 171         | 베트남                 | 51            |
| 173         | 부룬디                 | 50            |
| 173         | 카메룬                 | 50            |
| 173         | 콩고 공화국            | 50            |
| 173         | 투르크메니스탄         | 50            |
| 177         | 지부티                 | 49            |
| 177         | 라오스                 | 49            |
| 179         | 콩고 민주 공화국       | 46            |
| 179         | 에티오피아             | 46            |
| 181         | 레바논                 | 45            |
| 181         | 미얀마                 | 45            |
| 181         | 나이지리아             | 45            |
| 184         | 남수단                 | 44            |
| 184         | 스리랑카               | 44            |
| 186         | 이란                   | 43            |
| 186         | 수단                   | 43            |
| 188         | 에리트레아             | 42            |
| 189         | 조선민주주의인민공화국 | 41            |
| 190         | 방글라데시             | 40            |
| 190         | 팔레스타인             | 40            |
| 192         | 리비아                 | 39            |
| 192         | 네팔                   | 39            |
| 194         | 소말리아               | 35            |
| 195         | 파키스탄               | 33            |
| 195         | 예멘                   | 33            |
| 197         | 이라크                 | 31            |
| 198         | 시리아                 | 28            |
| 199         | 아프가니스탄           | 26            |

## 같이 보기
- 여권 목록

## 더 읽어보기
- Bai, Jianyin; Chen, Yin; Long, Yong (2021). “The structural equivalence of tourism cooperative network in the Belt and Road Initiative Area”. 《Environmental Research》 197: 111043. doi:10.1016/j.envres.2021.111043. PMID 33811863.
- Bagchi, Pushpi (2021). 〈The Politics of a Passport to Design Practice〉. 《Perspectives on Design and Digital Communication II: Research, Innovations and Best Practices》 (영어). Springer International Publishing. 273–287쪽. ISBN 978-3-030-75867-7.
- Boatcă, Manuela (2021). “Unequal institutions in the longue durée: citizenship through a Southern lens”. 《Third World Quarterly》 42 (9): 1982–2000. doi:10.1080/01436597.2021.1923398.
- Dervin, Fred; Jacobsson, Andreas (2021). 〈Engaging Critically with Travel/Tourism and Interculturality〉. 《Teacher Education for Critical and Reflexive Interculturality》 (영어). Springer International Publishing. 133–148쪽. ISBN 978-3-030-66337-7.
- Okagbue, Hilary I.; Oguntunde, Pelumi E.; Bishop, Sheila A.; Adamu, Patience I.; Akhmetshin, Elvir M.; Iroham, Chukwuemeka O. (2021). “Significant Predictors of Henley Passport Index”. 《Journal of International Migration and Integration》 (영어) 22 (1): 21–32. doi:10.1007/s12134-019-00726-4. ISSN 1874-6365.